# Choo Soo-hyun
Choo Soo-hyun (nascida em 5 de maio de 1988) é uma atriz sul-coreana.

## Filmografia

### Série de televisão
| Ano  | Título                       | Papel       | Rede |
| ---- | ---------------------------- | ----------- | ---- |
| 2013 | 7th Grade Civil Servant      |             | MBC  |
| 2014 | Gap-dong                     | Oh Young-ae | tvN  |
| 2014 | Pinocchio                    | Im Jae-hwan | SBS  |
| 2015 | The Time We Were Not in Love | Lee So-eun  | SBS  |

### Vídeo de música
| Ano  | Título da música | Artista     |
| ---- | ---------------- | ----------- |
| 2014 | "Winter Night"   | Kim Woo-joo |